# Xenohammus flavoguttatus
Xenohammus flavoguttatus är en skalbaggsart som beskrevs av Pu 1999. Xenohammus flavoguttatus ingår i släktet Xenohammus och familjen långhorningar. Inga underarter finns listade i Catalogue of Life.